# Аккурган (канал)
Аккурга́н (узб. Oqqo‘rg‘on, Оққўрғон; встречается также вариант Ункурган) — канал (арык) в Ташкенте, левый отвод канала Бозсу. Создан в средние века. Средний расход воды — 0,965 м³/с.

## Описание
В прошлом начинался на территории современного Кибрайского района, несколько ниже отхода Салара (41°22′15″ с. ш. 69°20′17″ в. д.). Впоследствии русло было изменено, сейчас отходит из верхнего бьефа Бозсуйской ГЭС, на территории треста «Водоканал».

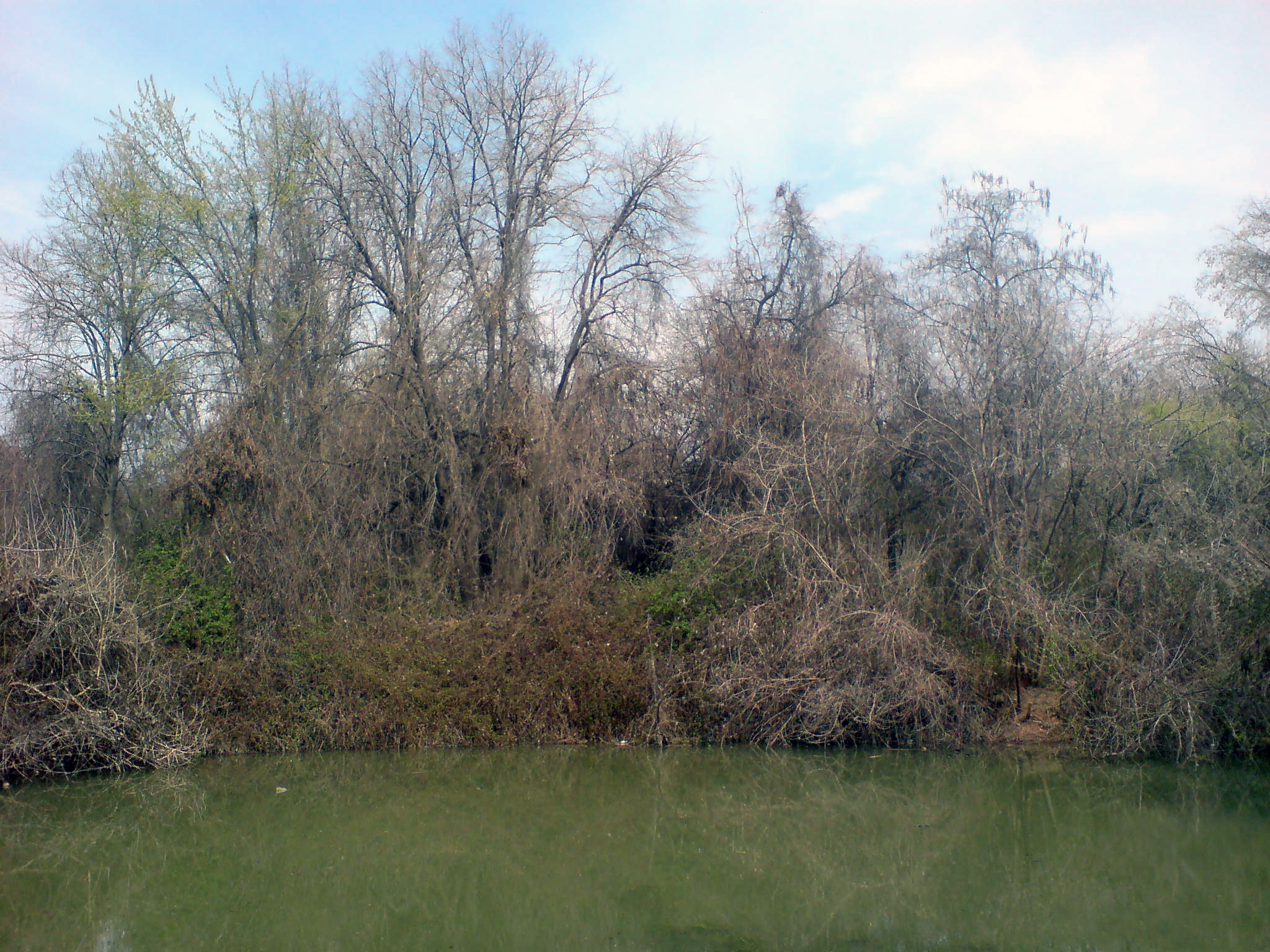
Аккурган в ботаническом саду

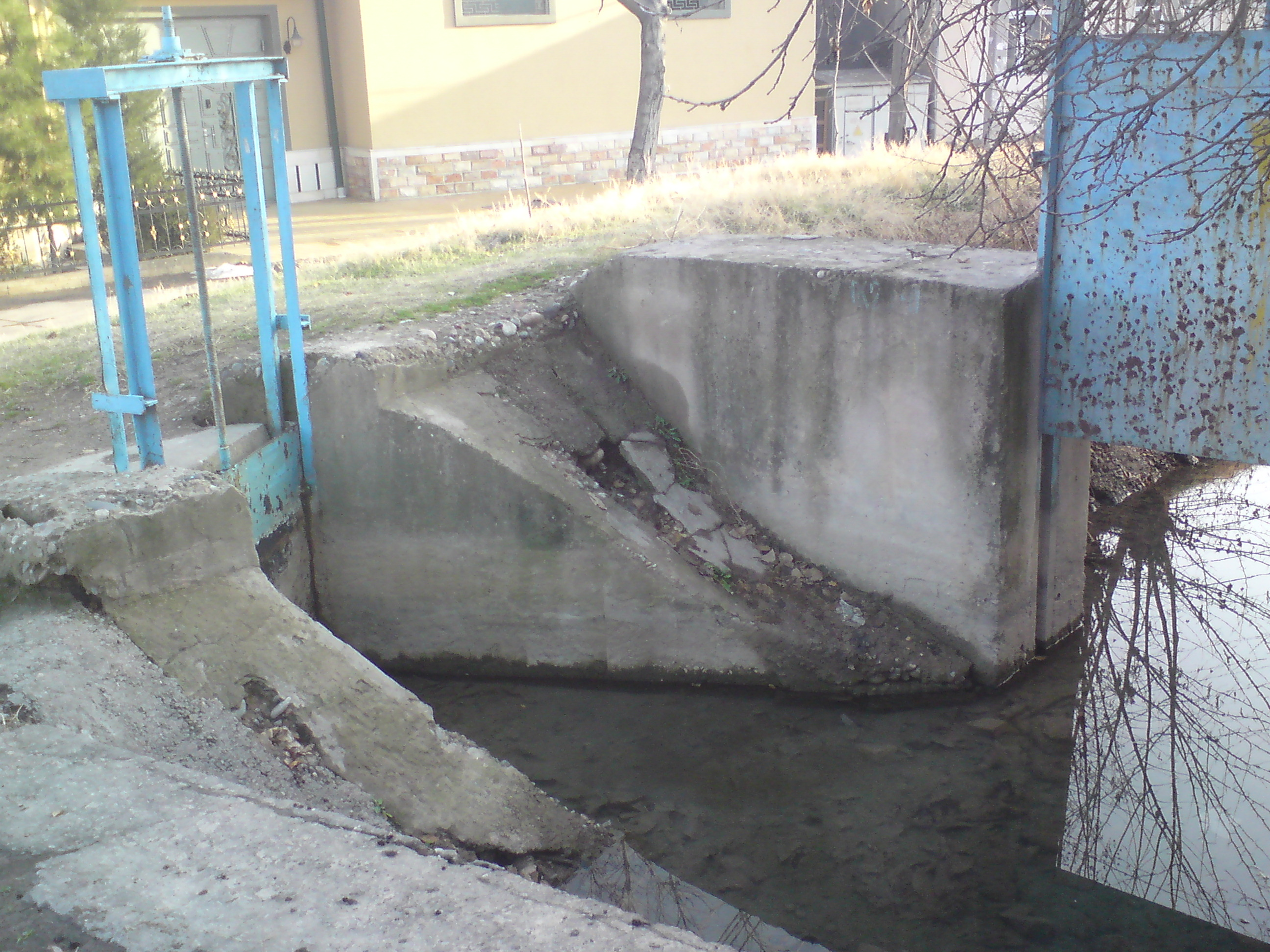
Аккурган с отводом Дархан
(уходит влево)

Отделённый участок верхнего течения ныне является самостоятельным небольшим арыком, который также носит название Аккурган. Некоторое время он связывал Бозсу с Саларом.
Общее направление течения — юго-западное, однако русло имеет множество изгибов. Проходит по северу ботанического сада и ташкентского зоопарка, территориям завода «Лакокраска», ташкентской астрономической обсерватории, лицея «Интерхаус», жилого массива Буюк Ипак Йули, протекает перед зданием музыкального колледжа им. Хамзы (здание бывшей консерватории). Последовательно пересекает улицу Богишамол, Малую Кольцевую дорогу, улицы Осиё, Ниёзбек Йули, Абдухамида Каюмова, проспект Мустакиллик. На значительном протяжении по арыку проведена граница Юнусабадского и Мирзо-Улугбекского районов города.
На плане 1865 года Аккурган впадает в канал Чаули. В конце XIX — начале XX века протекал с севера на юг по территории новогородской части Ташкента и впадал в канал Салар. На современных картах русло канала отмечается до улицы Шахрисабз.
В 1971—1973 годах полностью реконструирован и на всём протяжении взят в параболические лотки. На Аккургане построены 8 дюкеров и насосная станция (расход воды 0,145 м³/с).

## Исторические сведения
Канал Аккурган прорыт в Средние века. Его водами орошались земли вакуфного хозяйства Ходжи Ахрара, расположенного на территории современного массива Аккурган.
Во второй половине XIX века распределением воды из Аккургана руководил аксакал-арык Нурмухаммад (узб. Nurmuhammad, Нурмуҳаммад).

## Отводы Аккургана
Аккурган даёт начало нескольким отводам, самым крупным из которых является канал (арык) Дархан, отходящий у пересечения с улицей Мудофаачилар.